# Senorina de Basto
Senorina de Basto (Vieira do Minho, Portugal, ca. 924 - Basto, Portugal, 982) va ésser una abadessa benedictina portuguesa. És venerada com a santa per l'Església catòlica.

## Biografia
Era filla d'Adulf, comte de Basto, i Teresa, i cosina de sant Rossend de Mondoñedo. Senhorinha no era el seu nom de pila, sinó l'apel·latiu afectuós que feia servir el seu pare. La seva mare va morir poc després d'haver-la tingut; el seu pare, llavors, la va consagrar a Déu i pocs anys després la deixà a una dona de molt prestigi moral, Godina, que sembla que era tia seva, qui l'educà. Als quinze anys, Senorina manifestà el seu desig d'ésser religiosa i va refusar el matrimoni amb un noble. El seu pare va fundar un monestir, el monestir benedictí de São João de Vieira (Venaria), on ingressaren la filla i altres dones, essent-ne abadessa Godina. Amb el temps, quan tenia trenta-sis anys, Senorina va esdevenir abadessa i va fer traslladar el monestir de Vieira a Basto, prop de Braga (Portugal. Va morir al monestir, on fou sebollida. Avui és venerada a l'antiga església de l'abadia, avui de Santa Senhorinha.

## Veneració
La seva festivitat litúrgica és el 22 d'abril. És especialment venerada al nord de Portugal. Entre els miracles que se n'expliquen, hi ha la guarició del futur rei Alfons III de Portugal, que el seu pare Sanç I va portar a la tomba de la santa perquè el guarís d'una malaltia.
També es deia que Senorina va fer callar unes granotes que molestaven els resos de les monges, que va fer aparèixer grans quantitats de farina al monestir en temps d'escassedat i manca de recursos, i que va fer brollar vi d'una font, encara existent vora el monestir.